# Введенське (Клинський район)
Введенське — село у складі міського поселення Клин Клинського району Московської області Російської Федерації.

## Розташування
Село Введенське входить до складу міського поселення Клин. Найближчі населені пункти Решоткіно, Марфіно,

## Населення
Станом на 2010 рік у селі проживало 2 людей